# Юніорська збірна Японії з хокею із шайбою
Юніорська збірна Японії з хокею із шайбою  — національна юніорська команда Японії, що представляє країну на міжнародних змаганнях з хокею із шайбою. Опікується командою Японська хокейна федерація, команда постійно бере участь у чемпіонаті світу з хокею із шайбою серед юніорських команд.

## Досягнення
Чемпіон Азії та Океанії (10 разів) — 1984, 1985, 1986, 1989, 1990, 1991, 1992, 1995, 1997, 1999 років.

## Результати

### Чемпіонат Азії та Океанії до 18 років
| - 1984 — 1 місце - 1985 — 1 місце - 1986 — 1 місце - 1987 — 3 місце - 1988 — 2 місце - 1989 — 1 місце - 1990 — 1 місце - 1991 — 1 місце | - 1992 — 1 місце - 1993 — 2 місце - 1994 — 3 місце - 1995 — 1 місце - 1996 — 3 місце - 1997 — 1 місце - 1998 — 2 місце - 1999 — 1 місце |

У 2000 — 2002 роках не брали участь.

### Чемпіонати світу з хокею із шайбою серед юніорських команд
- 1999 — 1 місце Дивізіон І Азія-Океанія
- 2000 — 4 місце Група В
- 2001 — 3 місце Дивізіон І
- 2002 — 7 місце Дивізіон І
- 2003 — 5 місце Дивізіон І Група А
- 2004 — 2 місце Дивізіон І Група В
- 2005 — 5 місце Дивізіон І Група В
- 2006 — 3 місце Дивізіон І Група В
- 2007 — 2 місце Дивізіон І Група В
- 2008 — 5 місце Дивізіон І Група В
- 2009 — 5 місце Дивізіон І Група В
- 2010 — 3 місце Дивізіон І Група А
- 2011 — не брали участь
- 2012 — 6 місце Дивізіон І Група А
- 2013 — 2 місце Дивізіон І Група В
- 2014 — 4 місце Дивізіон І Група В
- 2015 — 3 місце Дивізіон І Група В
- 2016 — 2 місце Дивізіон І Група В
- 2017 — 3 місце Дивізіон І Група В
- 2018 — 3 місце Дивізіон І Група В
- 2019 — 1 місце Дивізіон І Група В
- 2022 — 6 місце Дивізіон І Група А
- 2023 — 3 місце Дивізіон І Група А
- 2024 — 6 місце Дивізіон І Група А
- 2025 — 6 місце Дивізіон І Група В